# Makanrushi

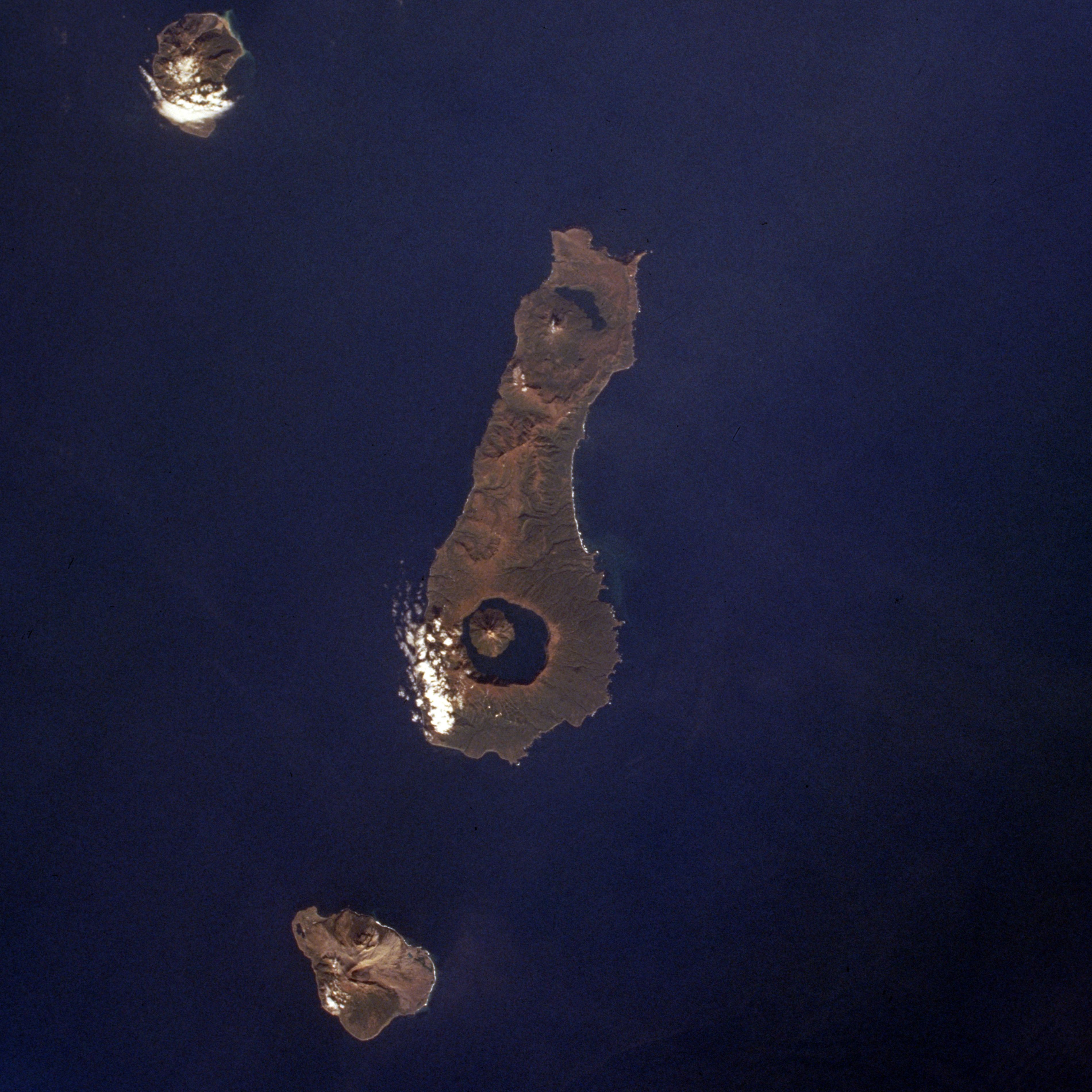
Đảo Onekotan (giữa), cùng với đảo Makanrushi ở phía trên bên trái và Kharimkotan ở phía dưới.

Makanrushi (tiếng Nga: Маканруши;Tiếng Nhật: 留 島; Makanru-tō) là một hòn đảo núi lửa không có người ở nằm ở gần đầu phía bắc trong quần đảo Kuril thuộc biển Okshotsk, tây bắc Thái Bình Dương. Tên của hòn đảo bắt nguồn từ tiếng Ainu.

## Địa chất học
Makanrushi có hình gần chữ nhật, diện tích khoảng 49 kilômét vuông (19 dặm vuông Anh)
Hòn đảo bao gồm một núi lửa dạng tầng không hoạt động trong thời gian dài hoặc đã tắt tên Pik Mitaka - (tiếng Nga: влк.Митака; Tiếng Nhật; Mitakayama), với độ cao 1.169 m (3.835 ft) trên mực nước biển. Hòn đảo có các vách đá dốc đứng và không có bãi cát, khiến việc hạ cánh xuống hòn đảo rất khó khăn và nguy hiểm ngay cả trong thời tiết tốt. Makanrushi cách Onekotan 28 km. Makanrushi do đó nằm đằng sau vòng cung núi lửa đang hoạt động của quần đảo Kuril.

## Lịch sử
Makanrushi dường như chưa bao giờ có người cư trú thường xuyên. Hòn đảo chính thức xuất hiện trên bản đồ như một phần lãnh thổ của Matsumae Domain, một lãnh địa phong kiến của thời Edo Nhật Bản từ năm 1644, và quyền kiểm soát hòn đảo đã được mạc phủ Tokugawa xác nhận vào năm 1715. Sau đó, hòn đảo được tuyên bố chủ quyền bởi Đế quốc Nga, theo các điều khoản của Hiệp ước Shimoda, nhưng đã được trả lại cho Đế quốc Nhật Bản theo Hiệp ước Sankt-Peterburg (1875) cùng với phần còn lại của quần đảo Kuril. Hòn đảo này từng được quản lý như một phần của quận Shimushu thuộc phân khu Nemuro của tỉnh Hokkaidō. Sau Chiến tranh thế giới thứ hai, hòn đảo này nằm dưới sự kiểm soát của Liên Xô, và hiện được quản lý như một phần của tỉnh Sakhalin của Liên bang Nga.
Vào ngày 10 tháng 8 năm 1856, con tàu Alexander Coffin (381 tấn), của thuyền trưởng Isaiah Purrington, ở New Bedford đã bị mắc cạn trên đảo trong sương mù. Con tàu được thắp sáng và lái tạm đến Ayan, sau đó bị thải loại và bán đấu giá với giá 300 đô la.